# Réméréville
Réméréville ist eine französische Gemeinde mit 642 Einwohnern (Stand: 1. Januar 2022) im Département Meurthe-et-Moselle in der Region Grand Est (bis 2015 Lothringen). Die Gemeinde gehört zum Arrondissement Nancy und zum Kanton Grand Couronné.

## Lage
Réméréville liegt etwa 14 Kilometer östlich von Nancy. Umgeben wird Réméréville von den Nachbargemeinden Champenoux im Nordwesten und Norden, Erbéviller-sur-Amezule im Norden, Sornéville im Nordosten, Hoéville im Osten, Courbesseaux im Süden, Gellenoncourt im Süden und Südwesten, Buissoncourt im Südwesten sowie Velaine-sous-Amance im Westen.

## Bevölkerungsentwicklung
| Jahr                       | 1962 | 1968 | 1975 | 1982 | 1990 | 1999 | 2006 | 2019 |
| Einwohner                  | 277  | 308  | 313  | 326  | 376  | 408  | 498  | 584  |
| Quellen: Cassini und INSEE |      |      |      |      |      |      |      |      |

## Sehenswertes
- Kirche Nativité-de-la-Vierge aus dem 15. Jahrhundert, Turm aus dem 18. Jahrhundert
- zwei Schlösser aus dem 16. und 17. Jahrhundert

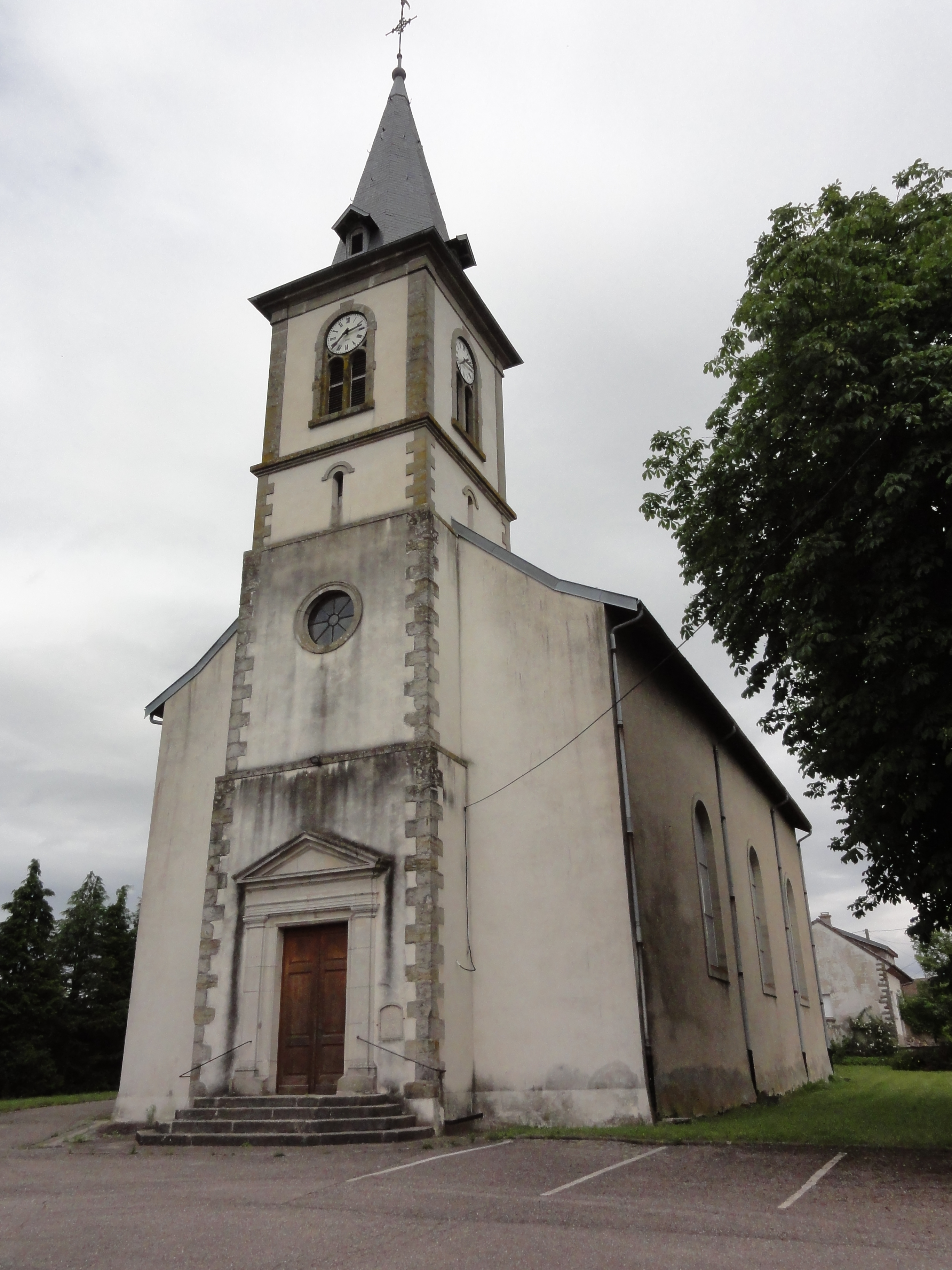
Kirche Mariä Geburt